# Parco naturale del Mont Avic
Il parco naturale del Mont Avic (in francese, Parc naturel du Mont Avic) è un'area naturale protetta della Valle d'Aosta e ha una superficie di oltre 5.747 ettari. Primo parco naturale regionale della regione, dopo il parco nazionale del Gran Paradiso, creato nel 1989 ed ampliato nel 2003, è esteso tra il vallone di Champdepraz e la Valle di Champorcher, solcato dal torrente Chalamy, in posizione appartata rispetto alle grandi rotte turistiche valdostane. Le alte vette aguzze dei monti Avic (3.003 m), Iverta (2.936 m) e Glacier (3.186 m) separano il vallone di Champdepraz dalla valle di Champorcher. Nel parco è presente la più estesa foresta di pini uncinati (Pinus mugo subsp. uncinata) della Valle d'Aosta: oltre 980 ettari.

## I sentieri del parco

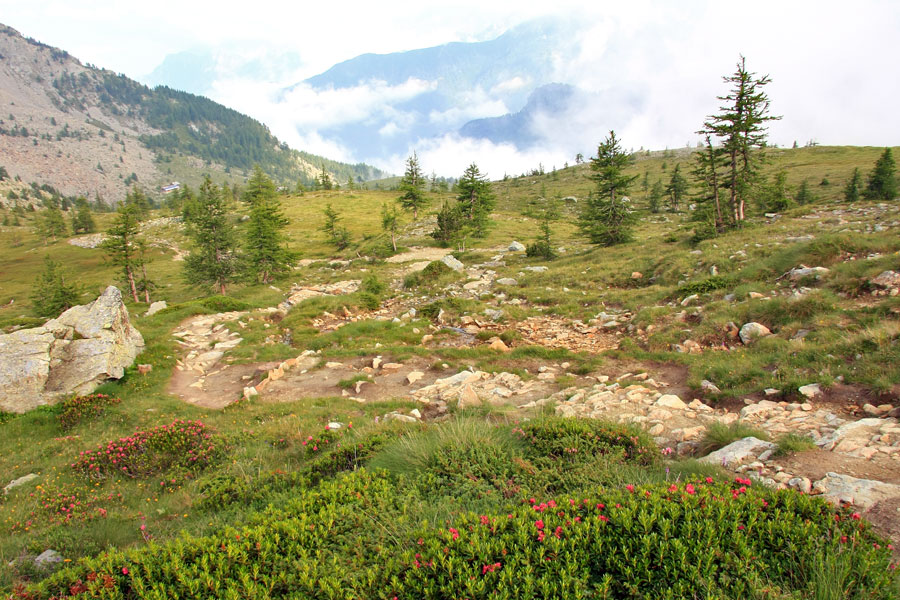
il sentiero che sale da Champorcher

Diversi sono i sentieri del parco: il più frequentato è quello che parte dalla valle di Champorcher ed attraverso il Colle del Lago Bianco (in francese, Col du lac blanc) scende nel vallone di Champdepraz, con in sfondo il Cervino e il Monte Rosa, tocca il lac Blanc, affiancato dal Rifugio Barbustel (2200 metri), ed il lac Cornu, per raggiungere poi il Gran Lago (Grand Lac), il più esteso lago naturale della Valle d'Aosta. 
Percorrendo invece la Valle di Champorcher si può raggiungere il lago Misérin (22 ettari) a 2576 metri di quota, e, lungo l'antica strada di caccia dei Savoia, la Fenêtre de Champorcher, valico situato a 2826 metri di quota che permette l'accesso al vallone dell'Urtier. Esistono altri sentieri che partono dalle frazioni di Chevrère e di Veulla (capoluogo) di Champdepraz, a quota 1300 metri, e toccano altri laghi, altre foreste e alcune testimonianze di attività minerarie del passato.

## Gestione
Il parco ha una gestione ambientale verificata ed è il primo parco in Europa ad aderire all'EMAS.
Il parco accoglie i turisti nel centro visite di Champorcher, situato nella Villa Biamonti in località Château, e nel centro visite di Champdepraz,  in località Chevrère nel villaggio di Covarey, nel comune di Champdepraz.
Il centro visitatori Villa Biamonti è dedicato sia alla geologia, alla biologia e alla geomorfologia del parco, in particolare del vallone di Dondenaz. Il centro visitatori di Covarey include un museo naturalistico, un punto informativo e una sala polivalente.

## Galleria d'immagini

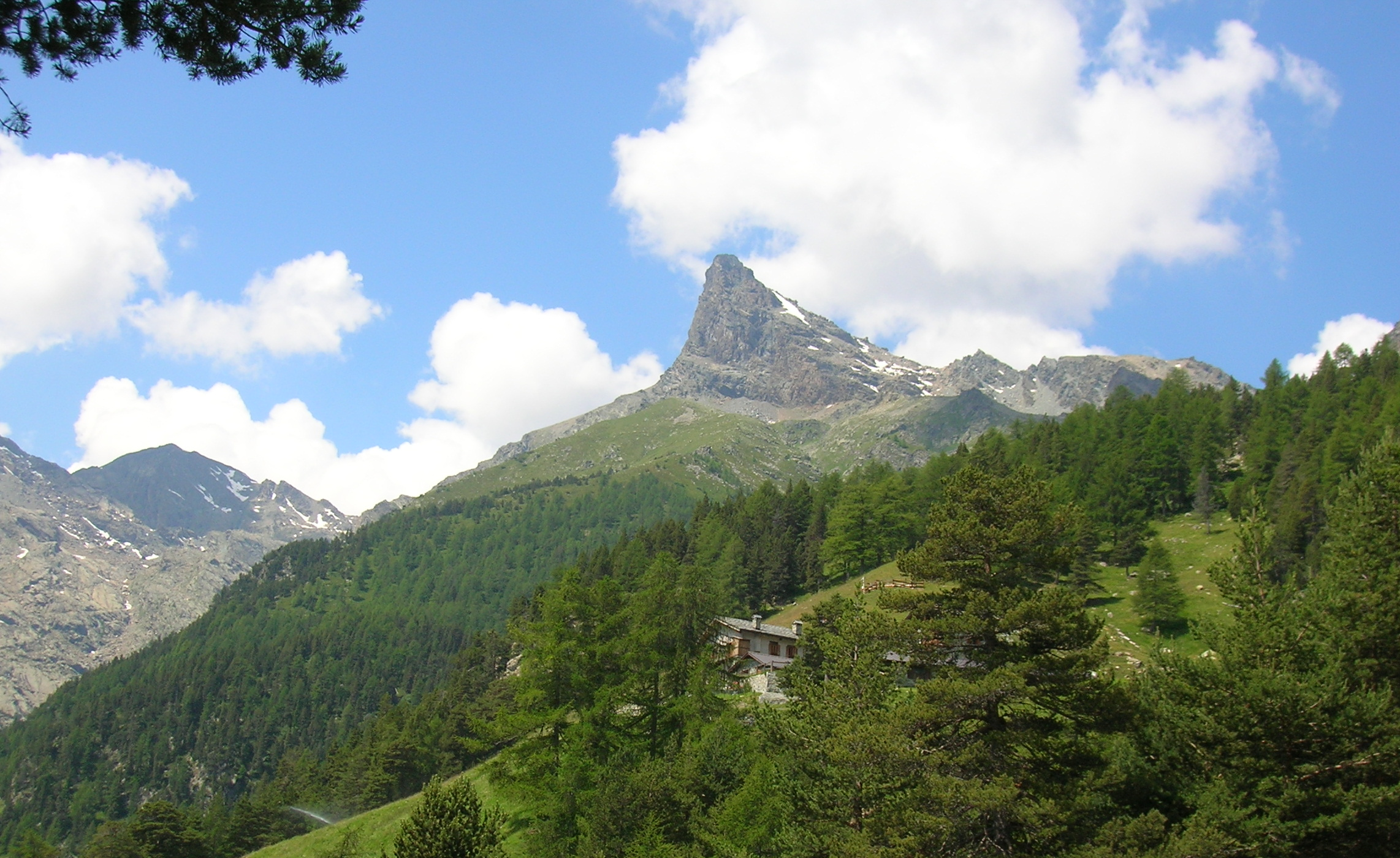
Panorama sul Mont Avic nei pressi dell'alpeggio degli inglesi (Praz Orsie)
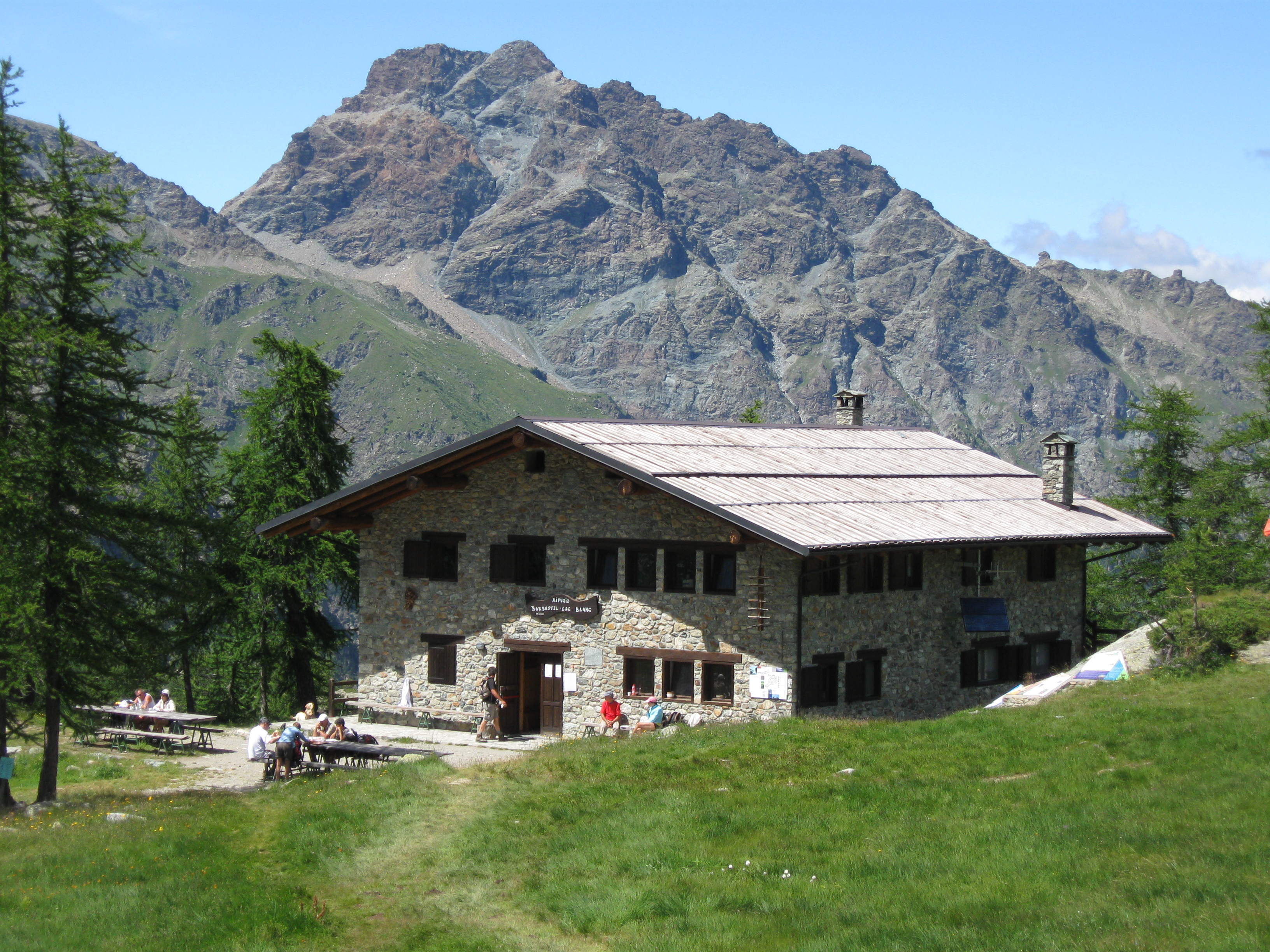
Il rifugio Barbustel
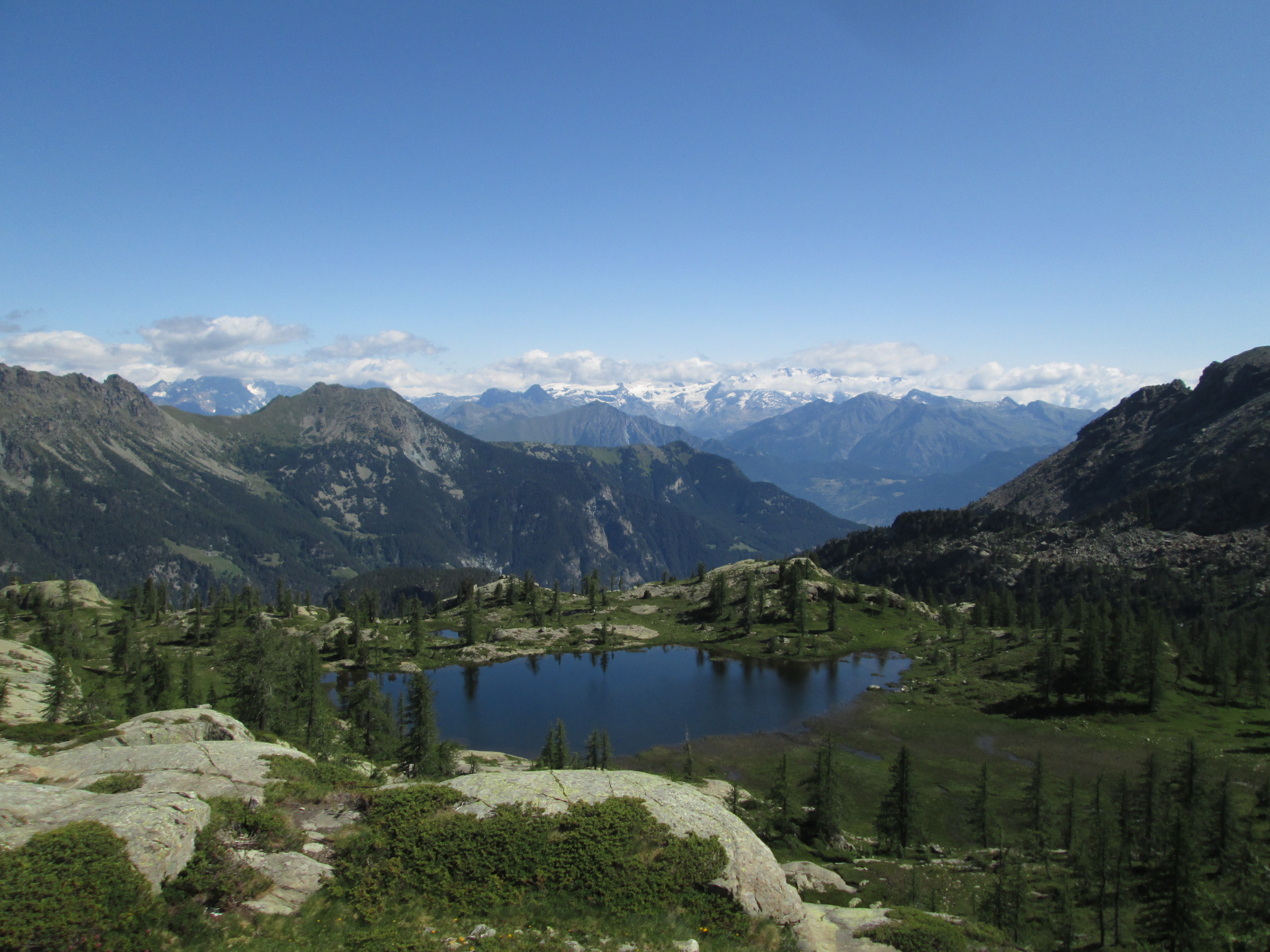
Vista sul Lago Vallette nel parco
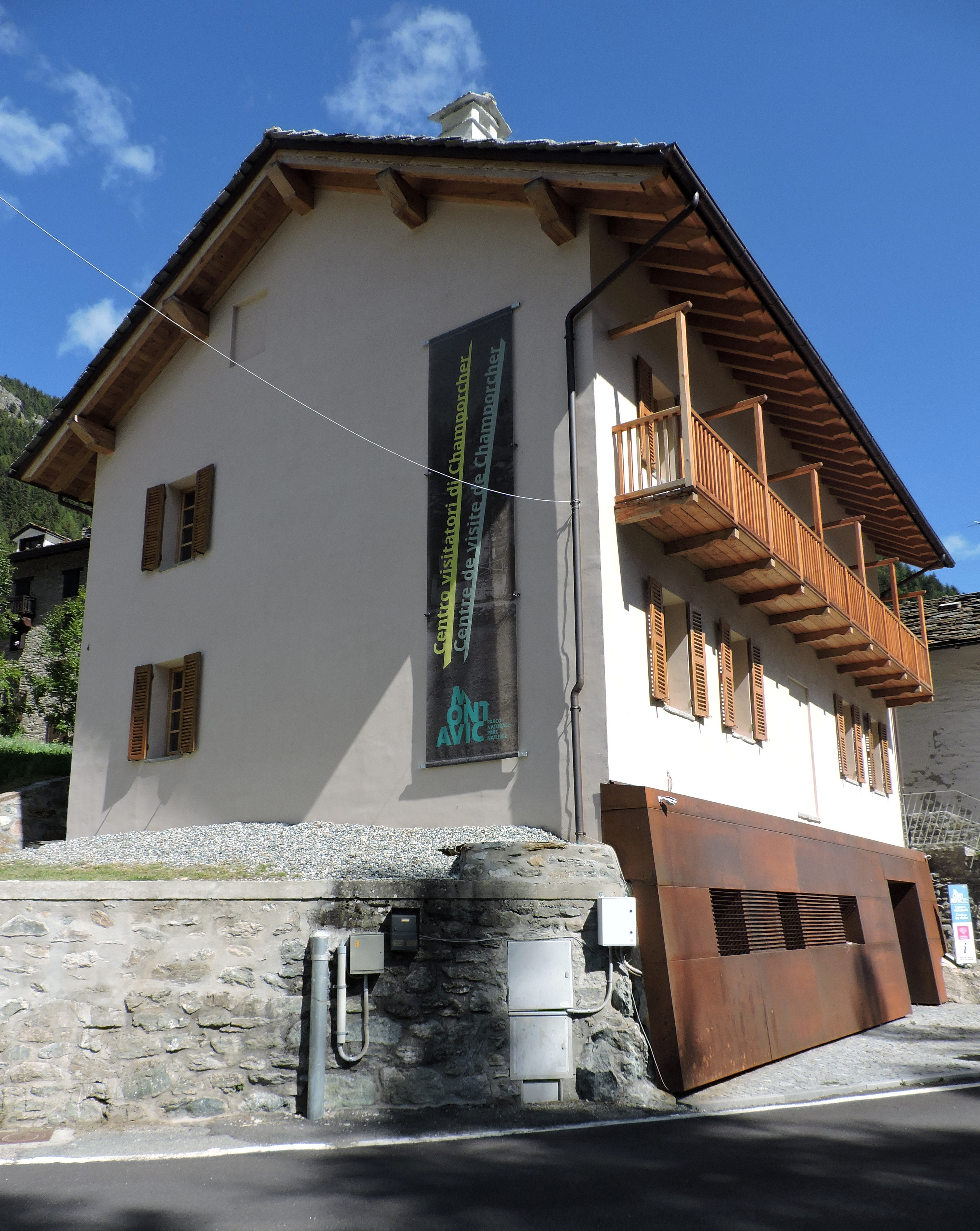
Il centro visite di Champorcher
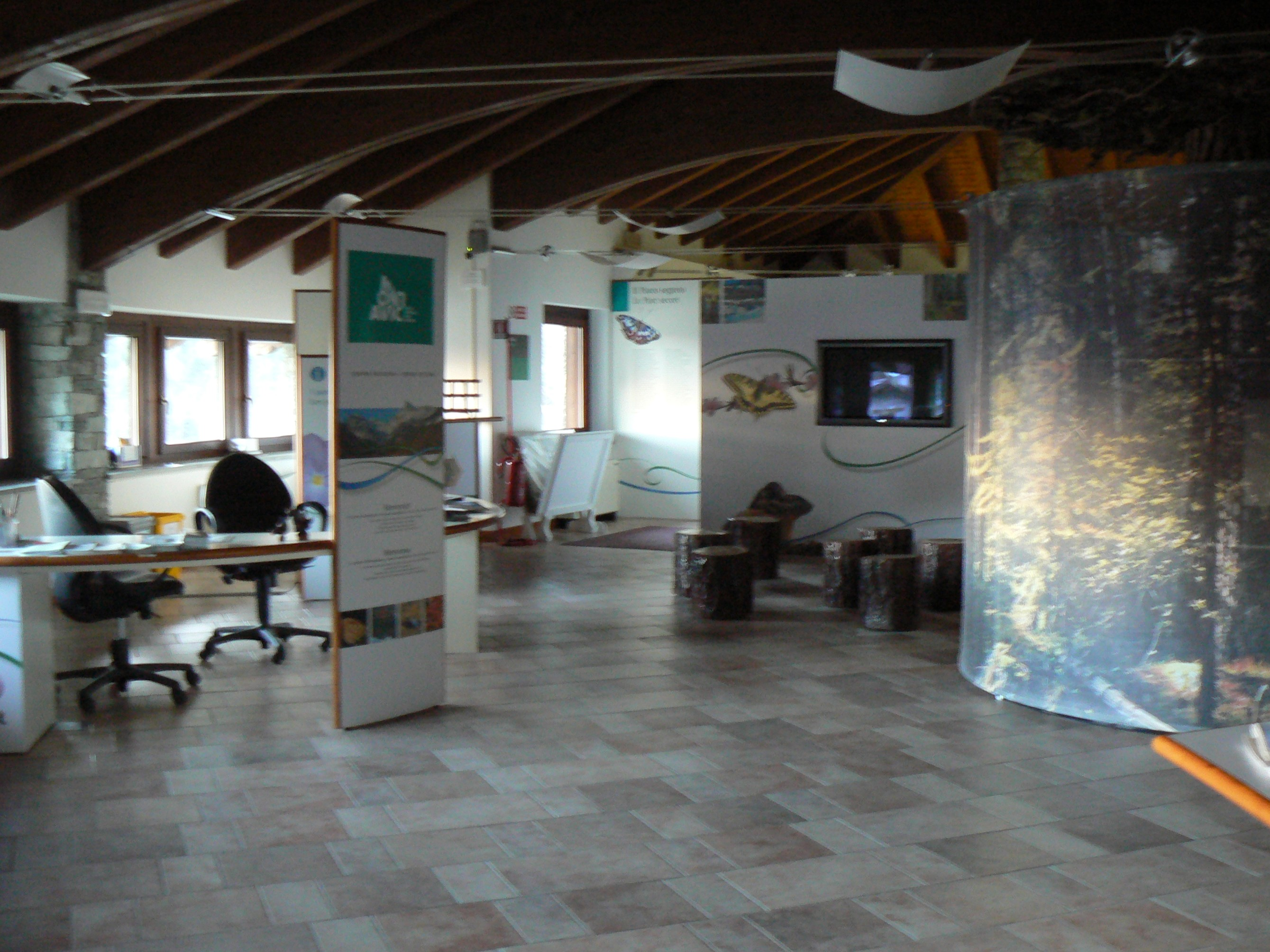
Il centro visite di Champdepraz
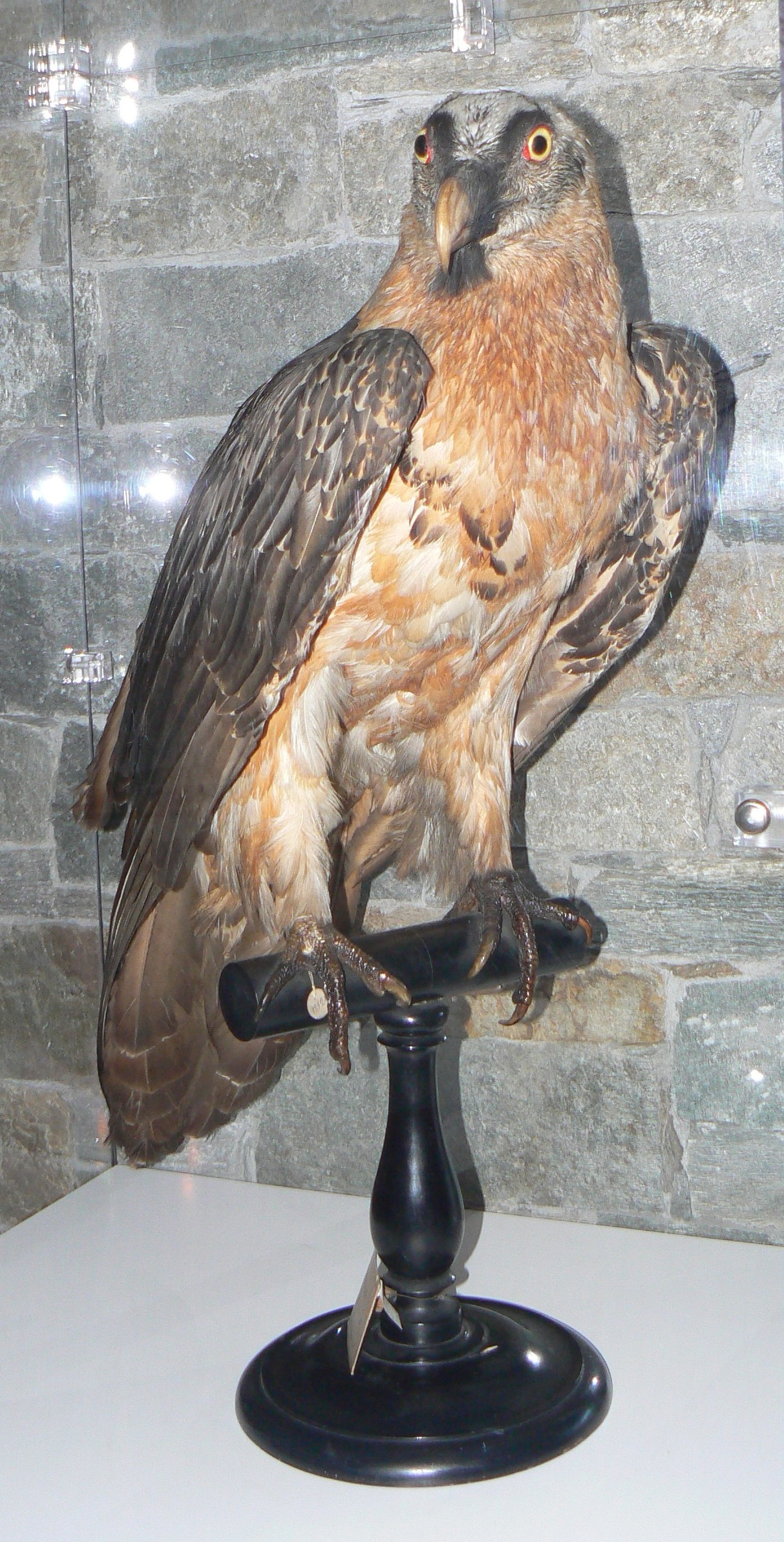
Gipeto nel centro visite di Champdepraz